# Kirche Kreuzburg (Ostpreußen)
Die Kirche Kreuzburg (Ostpr.) (bis 1931: Kirche Creuzburg i. Ostpr.) entstand im 14. Jahrhundert als Wehrkirche. Von der Reformation bis zum Jahre 1945 war sie Pfarrkirche des evangelischen Kirchspiels der kleinen ostpreußischen Stadt Kreuzburg (bis 1931 Creuzburg, russisch Slawskoje), die heute als Dorf in der russischen Oblast Kaliningrad (deutsch Gebiet Königsberg (Preußen)) liegt.

## Geographische Lage
Das heutige Slawskoje (Славское) liegt im Munizipalkreis Rajon Bagrationowsk (Stadtkreis Preußisch Eylau) in der Oblast Kaliningrad, 16 Kilometer nordwestlich der einstigen Kreis- und heutigen Rajonshauptstadt Bagrationowsk (deutsch Preußisch Eylau). Die Ruinenreste der Kirche befinden sich in der Nähe des steilen Hangs im Südwesten des Dorfs.

## Kirchengebäude
Bei der Kreuzburger Pfarrkirche handelte es sich um einen Ziegelbau auf Feldsteinfundament. Das rechtwinklige Bauwerk hatte einen geschlossenen Chor und Turm. Im Laufe der Jahrhunderte wurde das Gebäude mehrmals restauriert und umgebaut. 1715 erhielt der Turm einen kuppelartigen Helm.
Der Innenraum mit seinen doppelten Emporen war von einem hölzernen Gewölbe mit Zapfen überdeckt. Der Altar entstammte der Werkstatt des Königsberger Meisters Isaak Riga, in der auch die beiden Beichtstühle und der Orgelprospekt angefertigt wurden. Die Kanzel war eine Arbeit aus dem Jahre 1589.
Im Jahre 1606 erhielt die Kirche eine Orgel. Sie wurde im 19. Jahrhundert erneuert. Das Geläut der Kirche bestand aus drei Glocken.
Die Kirche wurde im Zweiten Weltkrieg stark beschädigt. Nach 1945 wurde sie zweckentfremdet, wobei die Ausstattungsgegenstände sämtlich verloren gingen. In der ersten Zeit war der Innenraum angefüllt mit wertvollen Antiquitäten, Möbeln, Klavieren, Flügeln und Standuhren, die nach geraumer Lagerungszeit von deutschen Kriegsgefangenen verladen und abtransportiert wurden. Danach nutzt eine Kolchose das Gotteshaus für ihre eigenen Zwecke und richtete eine Maschinenwerkstatt ein. In die Ostwand brach man eine Zufahrt für Lastkraftwagen ein. Vom Kirchengebäude stehen nur noch Ruinenreste, auch die verschwinden zunehmend, weil in ihnen immer noch Ziegel für gewinnbringenden Nutzen vorhanden sind.

## Kirchengemeinde

### Kirchengeschichte
Die Gründung einer Kirchengemeinde in Kreuzburg dürfte – nach Agathon Harnoch – bereits im 13. Jahrhundert vom Deutschen Orden erfolgt sein. Bereits wenige Jahre nach Einführung der Reformation zu Beginn des 16. Jahrhunderts übernahm sie die lutherische Lehre. Bereits 1528 war hier ein lutherischer Geistlicher im Amt. 1528 wurde die Kirche in Groß Krücken (russisch Kamenka) der Kirche Kreuzburg zugeordnet. Sie verbrannte allerdings 1535. Auch die Kirche Tiefenthal (russisch Wyssokoje) soll zur Kreuzburger Kirche gehört haben. Auf der Burg in Kreuzburg befand sich eine Kapelle.
Im Jahre 1789 war die Kirche Kreuzburg in die Inspektion Kreuzburg in der Kirchenprovinz Natangen eingegliedert. Später gehörte sie bis 1945 zum Kirchenkreis Preußisch Eylau in der Kirchenprovinz Ostpreußen der Kirche der Altpreußischen Union. Die Kirche war königlichen Patronats, zu ihr gehörten im Jahre 1925 5.150 Gemeindeglieder. Zwei Geistlichen oblag ihre Betreuung.
Seit 1945 besteht keine evangelische Kirchengemeinde mehr in dem bis 1965 geteilten Dorf Slawskoje bzw. Jenino. Der Ort liegt heute im Einzugsbereich der Dorfkirchengemeinde in Gwardeiskoje (Mühlhausen), einer Filialgemeinde der Auferstehungskirche in Kaliningrad (Königsberg). Sie gehört zur Propstei Kaliningrad in der Evangelisch-lutherischen Kirche Europäisches Russland (ELKER).

### Kirchspielorte
Zum Kirchspiel der Pfarrkirche Kreuzburg gehörten neben dem Pfarrort bis 1945:
| Deutscher Name                              | Russischer Name                        |  | Deutscher Name                | Russischer Name                   |
| ------------------------------------------- | -------------------------------------- |  | ----------------------------- | --------------------------------- |
| Adlig Sollau und Königlich Sollau           | Krasnoarmeiskoje                       |  | Krücken                       | Kamenka                           |
| Arnsberg                                    | Pobeda                                 |  | Kusitten                      |                                   |
| Barslack                                    | Woinowo                                |  | *Liepnicken                   | Saretschnoje bis 1992: Ostrownoje |
| Dinge vor 1905: Dingwalde                   |                                        |  | Moritten                      | Oktjabrskoje                      |
| Dingort                                     | Welikopolje                            |  | Neu Park                      | Maikowo                           |
| Döbnicken (ehem. Groß- und Klein Döbnicken) | Woinowo                                |  | Pasmarshof                    |                                   |
| *Glauthienen mit Steinhof                   | Malinowka mit Wolschskoje              |  | Porschkeim                    | Pobereschje bis 1992 Sidorowo     |
| Globuhnen                                   | Medowoje                               |  | Sand                          |                                   |
| Groß Krücken                                | Kamenka                                |  | Schmerkstein                  | Wolschskoje                       |
| Groß Labehnen mit Klein Labehnen            | Sosnowka                               |  | *Schnakeinen                  | Pobereschje                       |
| *Heyde                                      | Kalmykowo                              |  | Sollau                        | Krasnoarmeiskoje                  |
| Hollstädt                                   | Lesnaja                                |  | *Sollnicken mit Friedrichshof | Medowoje                          |
| Karlshof                                    | Tambowskoje                            |  | Struwe                        | Pobeda                            |
| *Kavern vor 1905: Cavern                    | Perwomaiskoje                          |  | *Tiefenthal                   | Wyssokoje                         |
| *Kilgis mit Plembach                        | Krasnoarmeiskoje, bis 1992: Saretschje |  | Tykrigehnen                   | Medowoje                          |
| Kissitten                                   | Pobereschje bis 1992: Grigorjewo       |  | Wangnicken                    | Lesnoi                            |
| Klein Krücken                               | Kamenka                                |  | Wilmsdorf                     | Pugatschowo                       |

### Pfarrer

Pfarrer Paul Neumann (1879)

Von der Reformation bis 1945 amtierten an der Kreuzburger Kirche jeweils zwei Geistliche:
- NN., 1528
- Mich. Spilmann, 1559
- Johann Gansewind, bis 1565
- NN., 1567
- Hermann Eifler, 1573–1583
- Johann Rudolph
- Johann Haas, 1584–1592
- NN., bis 1589
- Nicolaus Prätorius, 1592–1602
- Michael N., bis 1602
- Johann Stobäus, 1602–1619
- Heinrich Haltermann
- Heinrich Frischeintz, 1619–1621
- Michael Wegner, 1620–1645
- Jacob Christison, 1621–1624
- Gustav Coggius, 1624–1668
- Nicolaus Rittershusius, 1645–1672
- Christoph Hülner, 1665–1693
- Abraham Klein, 1672–1721
- Johann Klopcke, 1693–1718
- Christoph Stephani, 1719–1723
- Josua Schusterus, 1719–1729
- Johann Jacob Milo, 1723–1733
- Johann Friedrich Straube, 1729–1768
- Johann H. Daniel Moldenhawer, 1733–1737
- Johann Grünenberg, 1738–1782
- Paul Thomas Anderson, 1768–1793
- Johann Salomo Grünenberg, 1783–1805
- Johann Jacob Feggler, 1792–1800
- Johann Philipp Schröder, 1793–1828
- Friedrich Wilhelm Fischer, 1801–1807
- Johann Immanuel Schiemann, 1808–1813
- Georg Friedrich Sande, 1814–1831
- August Wilhelm Schulze, 1829–1864
- Julius Lilienthal, 1831–1854
- Alexander Otto H. Stoboy, 1842–1882
- Rudolf Ottomar Emil Kleist, 1864–1886[6]
- Max Schliepe, 1885–1887
- Georg Schmidt, 1886–1908
- Ernst Gotth. Paul Neumann, 1888–1896[6]
- Erdmund Johannes Höhne, 1897–1899
- Johann Theodor W. Sterner, 1899–1910
- Arthur Bruno Pokern, 1908
- Gottfried Wilhelm Steckel, 1909–1915
- Paul Haack, 1910
- Franz Georgesohn, 1910–1915
- Adalbert Schwede, 1915
- Paul Friedrich Ferdinand Hafke, 1916–1931
- Hans Hermenau, 1919–1920
- Walter Becker, 1921–1925
- Arno Gronert, 1925–1935
- Lothar Guhl, 1931–1934
- Friedrich Schumacher, 1935–1942
- Arno Gronert, 1935–1945
- Arno Stritzel, 1942–1945